# Créneau de jour
Le créneau du jour (« daytime » en anglais) désigne en jargon télévisuel, la plage horaire de diffusion suivant une émission matinale et précédant l'émission d'avant-soirée (de l'anglais « access prime time ») et pouvant être située entre 9 et 18 h.